# Stopowłos górski
Stopowłos górski (Belomys pearsonii) – gatunek ssaka z rodziny wiewiórkowatych (Sciuridae) występujący w Indiach, Bhutan, Mjanma, Chinach, na Tajwanie i na terenie Indochin. Jedyny przedstawiciel rodzaju stopowłos (Belomys). Gatunek stopowłos górski obejmuje dwa podgatunki:
- B. pearsonii pearsonii Gray, 1842
- B. pearsonii blandus Osgood, 1932.